# Deleni, Sălaj
Deleni, mai demult Cioara, este un sat în comuna Dobrin din județul Sălaj, Transilvania, România. A fost atestat documentar în anul 1700.

## Personalități
- Valentin Coposu (1886-1941), protopop român unit (greco-catolic)

## Vechea mănăstire
"Specificatio 1" din 1763 o amintește pentru dată. În anul 1774 nu avea nici un călugăr. Era un schit mic, care poseda un loc arător de o găleată și fânaț de un car de fân.